# Condado de Grant (Minnesota)
El condado de Grant (en inglés: Grant County) es un condado en el estado estadounidense de Minnesota. En el censo de 2000 el condado tenía una población de 6289 habitantes. La sede de condado es Elbow Lake. El condado fue fundado el 6 de marzo de 1868 y fue nombrado en honor a Ulysses S. Grant, el 18° Presidente de los Estados Unidos.

## Geografía

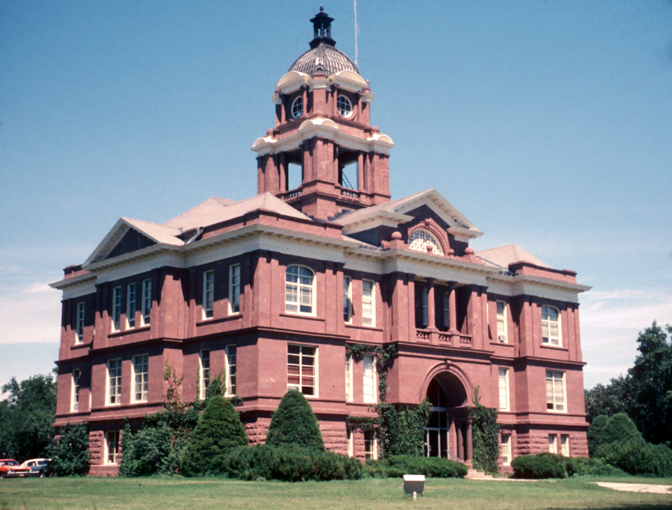
Juzgado del condado de Grant en Elbow Lake.

Según la Oficina del Censo, el condado tiene un área total de 1490 km² (575 mi²), de la cual 1415 km² (546 mi²) es tierra y 75 km² (29 mi²) (5 %) es agua.

### Condados adyacentes
- Condado de Otter Tail (norte)
- Condado de Douglas (este)
- Condado de Pope (sureste)
- Condado de Stevens (sur)
- Condado de Traverse (suroeste)
- Condado de Wilkin (noroeste)

## Autopistas importantes
- Interestatal 69
- U.S. Route 52
- U.S. Route 59
- Ruta estatal de Minnesota 9
- Ruta estatal de Minnesota 27
- Ruta estatal de Minnesota 54
- Ruta estatal de Minnesota 55
- Ruta estatal de Minnesota 78
- Ruta estatal de Minnesota 79

## Demografía
En el  censo de 2000, hubo 6289 personas, 2534 hogares y 1740 familias residiendo en el condado. La densidad poblacional era de 12 personas por milla cuadrada (4/km²). En el 2000 había 3098 unidades habitacionales en una densidad de 6 por milla cuadrada (2/km²). La demografía del condado era de 98,28 % blancos, 0,21 % afroamericanos, 0,27 % amerindios, 0,19% asiáticos, 0,30% de otras razas y 0,75 % de dos o más razas. 0,52 % de la población era de origen hispano o latino de cualquier raza. 
La renta promedio para un hogar del condado era de $33 775 y el ingreso promedio para una familia era de $42 214. En 2000 los hombres tenían un ingreso medio de $28 428 versus $20 240 para las mujeres. La renta per cápita para el condado era de $17 131 y el 8,40 % de la población estaba bajo el umbral de pobreza nacional.

## Ciudades y pueblos
| - Ashby - Barrett | - Elbow Lake - Erdahl | - Herman - Hoffman | - Norcross - Pomme de Terre | - Wendell |

### Municipios
| - Municipio de Delaware - Municipio de Elbow Lake - Municipio de Elk Lake - Municipio de Erdahl - Municipio de Gorton - Municipio de Land - Municipio de Lawrence - Municipio de Lien - Municipio de Logan | - Municipio de Logan - Municipio de Macsville - Municipio de North Ottawa - Municipio de Pelican Lake - Municipio de Pomme de Terre - Municipio de Roseville - Municipio de Sanford - Municipio de Stony Brook |